# Bektiharjo
Bektiharjo is een bestuurslaag in het regentschap Tuban van de provincie Oost-Java, Indonesië. Bektiharjo telt 10.757 inwoners (volkstelling 2010).